# HK Olimpija Kompas 1985/86
V sezoni 1985/86 je HK Olimpija Kompas osvojila tretje mesto v jugoslovanski ligi.

## Postava
| Vratarji | Vratarji                                        | Vratarji       | Vratarji    | Vratarji | Vratarji              | Vratarji             |
| -------- | ----------------------------------------------- | -------------- | ----------- | -------- | --------------------- | -------------------- |
| #        | Nar                                             | Igralec        | Boljša roka | Sez.     | Starost (rojstni dan) | Kraj rojstva         |
|          | Socialistična federativna republika Jugoslavija | Zvonimir Bolta |             | 3        | 23 let (17. maj 1962) | Ljubljana, Slovenija |

| Branilci | Branilci                                        | Branilci       | Branilci    | Branilci | Branilci                  | Branilci             |
| -------- | ----------------------------------------------- | -------------- | ----------- | -------- | ------------------------- | -------------------- |
| #        | Nar                                             | Igralec        | Boljša roka | Sez.     | Starost (rojstni dan)     | Kraj rojstva         |
|          | Socialistična federativna republika Jugoslavija | Andrej Brodnik | desna       | 1        | 15 let (4. maj 1970)      | Ljubljana, Slovenija |
|          | Socialistična federativna republika Jugoslavija | Vojko Lajovec  |             | 3        | 23 let (18. marec 1962)   | Ljubljana, Slovenija |
|          | Socialistična federativna republika Jugoslavija | Bojan Zajc     | desna       | 2        | 19 let (7. november 1965) | Ljubljana, Slovenija |

| Napadalci | Napadalci                                       | Napadalci     | Napadalci | Napadalci   | Napadalci | Napadalci                   | Napadalci            |
| --------- | ----------------------------------------------- | ------------- | --------- | ----------- | --------- | --------------------------- | -------------------- |
| #         | Nar                                             | Igralec       | Položaj   | Boljša roka | Sez.      | Starost (rojstni dan)       | Kraj rojstva         |
|           | Socialistična federativna republika Jugoslavija | Marjan Gorenc | F         | leva        | 3         | 21 let (27. februar 1964)   | Ljubljana, Slovenija |
|           | Socialistična federativna republika Jugoslavija | Gorazd Hiti   | RW        |             | ?         | 37 let (12. september 1948) | Jesenice, Slovenija  |
|           | Socialistična federativna republika Jugoslavija | Dejan Kontrec | LW        | leva        | 1         | 15 let (23. januar 1970)    | Ljubljana, Slovenija |
|           | Socialistična federativna republika Jugoslavija | Nik Zupančič  | RW        | desna       | 2         | 16 let (3. november 1968)   | Ljubljana, Slovenija |

## Tekmovanja

### Jugoslovanska liga
Uvrstitev: 3. mesto

#### Redni del
| Mesto | Klub                  | OT | DG | PG  | Točke |
| ----- | --------------------- | -- | -- | --- | ----- |
| 1.    | HK Partizan Beograd   | 12 | 59 | 45  | 20    |
| 2.    | HK Jesenice           | 12 | 55 | 37  | 18    |
| 3.    | Kompas Olimpija       | 12 | 31 | 41  | 12    |
| 4.    | HK Crvena Zvezda      | 12 | 32 | 55  | 8     |
|       |                       |    |    |     |       |
| 5.    | HK Kranjska Gora      | 12 | 99 | 40  | 20    |
| 6.    | KHL Medveščak         | 12 | 74 | 49  | 16    |
| 7.    | HK Bosna Sarajevo     | 12 | 63 | 50  | 16    |
| 8.    | HK Cinkarna Celje     | 12 | 68 | 43  | 16    |
| 9.    | HK Vojvodina Novi Sad | 12 | 67 | 76  | 12    |
| 10.   | HK Avtoprevoz Maribor | 12 | 17 | 130 | 1     |

#### Za tretje mesto
Igralo se je na dve zmagi po sistemu 1-1-1.
|  | Kompas Olimpija | 4:3 | HK Crvena Zvezda | Hala Tivoli, Ljubljana |

| Poročilo tekme | Poročilo tekme | Poročilo tekme | Poročilo tekme | Poročilo tekme |
| -------------- | -------------- | -------------- | -------------- | -------------- |
|                |                |                |                |                |

|  | HK Crvena Zvezda | 3:6 | Kompas Olimpija | Ledena dvorana Pionir, Beograd |

| Poročilo tekme | Poročilo tekme | Poročilo tekme | Poročilo tekme | Poročilo tekme |
| -------------- | -------------- | -------------- | -------------- | -------------- |
|                |                |                |                |                |